# أنورا
أنورا (بالإنجليزية: Anora) هو فيلم كوميديا دراما أمريكي من إخراج وسيناريو وتحرير شون بيكر. الفيلم من بطولة مايكي ماديسون بدور أنورا، ويشاركها التمثيل يورا بوريسوف وكارين كاراجوليان وفاشي توفماسيان وألكيسي سيريبرياكوف. تدور القصة حول مومس تدعى أنورا من بروكلين تتزوج من ابن ملياردير روسي. يتعرض زواجها للتهديد عندما يسافر والدا زوجها إلى نيويورك لفسخ الزواج.
أول عرض لفيلم أنورا كان في مهرجان كان السينمائي السابع والسبعين في 21 مايو 2024، حيث نال استحسان النقاد وفاز بالسعفة الذهبية. وأُصدر في دور العرض في 18 أكتوبر 2024 بواسطة نيون. حقق الفيلم 41 مليون دولار في جميع أنحاء العالم مقابل ميزانية قدرها 6 ملايين دولار، مما يجعله الفيلم الأعلى ربحاً لبيكر.
حصلت أنورا على العديد من الجوائز. في حفل توزيع جوائز الأوسكار السابع والتسعين، فاز الفيلم بخمس جوائز رئيسية: أفضل فيلم وأفضل ممثلة (ماديسون) وأفضل سيناريو أصلي وأفضل مونتاج وأفضل مخرج. في جوائز الأكاديمية البريطانية للأفلام، فاز بأفضل تمثيل وأفضل ممثلة (ماديسون)، واختاره المجلس الوطني للمراجعة ومعهد الفيلم الأمريكي أحد أفضل عشرة أفلام لعام 2024.

## القصة
أنورا "آني" ميخيفا هي راقصة تعرٍ تبلغ من العمر ثلاثة وعشرين عامًا وتعيش في برايتون بيتش، وهو حي روسي أمريكي في بروكلين. يقدمها رئيسها إلى إيفان "فانيا" زاخاروف، وهو ابن رجل الأعمال الروسي الثري نيكولاي زاخاروف البالغ من العمر 21 عامًا. ظاهريًا، فانيا موجود في الولايات المتحدة للدراسة، لكنه يفضل الحفلات ولعب ألعاب الفيديو في قصر عائلته في بروكلين.
يستأجر فانيا آني لعدة لقاءات جنسية. يدفع لها 15000 دولار للبقاء معه لمدة أسبوع. يسافر فانيا وحاشيته إلى لاس فيجاس، حيث يطلب فانيا من آني الزواج منه حتى يتمكن من الحصول على البطاقة الخضراء بدلاً من العودة إلى روسيا للعمل لدى والده. على الرغم من تشكك آني، يصر فانيا على أن حبه حقيقي، ويهربان في كنيسة زفاف في لاس فيجاس. تترك آني وظيفتها وتنتقل إلى قصر فانيا. عندما تنتشر أخبار الزفاف في روسيا، تأمر والدة فانيا، جالينا، عرابه، توروس، بالعثور على الزوجين وترتيب إبطال الزواج بينما تسافر الأسرة إلى الولايات المتحدة.
يرسل توروس أتباعه، جارنيك وإيجور، إلى المنزل. يخبرون فانيا أن والديه سيعيدانه إلى روسيا، ويغضبون آني من خلال وصفها بالعاهرة. تهرب فانيا وتقاتل آني جارنيك وإيجور، مما يؤدي إلى إصابتهما وتدمير الأثاث، لكنهم يربطونها. عندما يصل توروس، يحاضر آني حول عدم نضج فانيا، ويصادر خاتم زفاف آني، ويكمم فمها، ويعرض عليها 10000 دولار لقبول إبطال الزواج. تصر آني على أنها وفانيا في حالة حب، لكنها توافق على مساعدة توروس في العثور عليه.
تقضي آني وتوروس وجارنيك وإيجور الليل في القيادة حول بروكلين بحثًا عن فانيا، التي كانت في حالة سكر. تقبض آني على فانيا وهي في حالة سُكر مع راقصة في مكان عملها السابق. تكون فانيا في حالة سُكر شديدة بحيث لا تستمع إلى آني، وتضطر المجموعة إلى الانتظار خارج قاعة المحكمة طوال الليل. في اليوم التالي، ترفض المحكمة إلغاء الزواج لأن آني وفانيا تزوجا في نيفادا.
في المطار، تقدم آني نفسها لوالدي فانيا باللغة الروسية، لكن غالينا تحتقر آني. يستسلم فانيا لوالديه ويخبر آني ببرود أن زواجهما مستحيل بينما تأمر غالينا الجميع على متن الطائرة بالذهاب إلى لاس فيغاس. تهدد آني، التي لم توقع على اتفاقية ما قبل الزواج، بإجبار فانيا على الخضوع لإجراءات الطلاق، لكن غالينا تهدد بتدمير حياتها إذا فعلت ذلك. بعد إدراكها لعدم نضج فانيا وقوة عائلته، توافق آني على إلغاء الزواج. بعد توقيع الأوراق، يقترح إيغور أن يعتذر فانيا لآني، لكن غالينا تصر على أن ابنها لن يعتذر لأحد. تسب آني فانيا وجالينا في وجهيهما قبل أن تغادر، بينما يضحك نيكولاي ضحكًا هستيريًا.
يأخذ إيغور آني إلى نيويورك لحزم أمتعتها. يقضيان ليلة أخيرة في قصر زاخاروف ويتبادلان الحديث. تزعم آني أن إيغور اعتدى عليها وكان ليغتصبها إذا كانا بمفردهما، وهو ما ينكره. في الصباح، يعطي إيغور آني المال الذي وعدها به توروس ويقودها إلى المنزل. في السيارة، يعيد خاتم زواج آني كرمز لحسن النية. تتأثر آني بهذه البادرة، فتبدأ ممارسة الجنس مع إيغور لكنها تقاوم عندما يحاول تقبيلها، وتنهار باكية بين ذراعيه.

## طاقم تمثيل
- مايكي ماديسون
- مارك ايديلستين
- يوري بوريسوف
- داريا ايكاماسوفا
- ألكيسي سيريبرياكوف
- ايفي ولك
- لونا سوفيا ميرندا
- كارين كاراغولين
- فاتشي توفماسيان
- ليندسي نورمينغتون
- ايلا روبن

ايديلستين

## الانتاج
قال المخرج شون بيكر إن أنورا استوحى فكرتها من قصة صديق عن امرأة روسية أمريكية متزوجة حديثًا اختطفت كضمان. كما استوحى أفكاره من عمله في عامي 2000 و2001، عندما قام بتحرير مقاطع فيديو لحفلات الزفاف، بما في ذلك مقاطع فيديو لأمريكيين روس في نيويورك. قال بيكر إن نواياه كانت نحو "سرد قصص إنسانية، من خلال سرد قصص عالمية نأمل أن تكون [...] إنها تساعد في إزالة الوصمة التي طُبقت على [عمل الجنس]، والتي طُبّقت دائمًا على هذا النوع من سبل العيش". استأجر بيكر أندريا ويرهن، كاتبة وممثلة كندية معروفة بمذكراتها لعام 2018 بعنوان "مومس حديثة" عن وقتها السابق كعاملة جنس، كمستشارة إبداعية.
اختار بيكر مايكي ماديسون بعد رؤيتها في فيلم حدث ذات مرة في هوليوود (2019) والصرخة (2022). لقد وظف ماديسون دون تجربة أداء. تعلمت ماديسون اللغة الروسية، وزارت نوادي التعري، ودرست لهجة بروكلين للاستعداد. على الرغم من أن بعض وسائل الإعلام ذكرت ذكرًا غير صحيح أن أنورا ميخيفا كانت أمريكية من أصل أوزبكي، إلا أن بيكر قال إن أنورا "من أصل روسي" و"من إحدى دول ما بعد الاتحاد السوفيتي".

## الجوائز والترشيحات
| قائمة الجوائز والترشيحات            | قائمة الجوائز والترشيحات | قائمة الجوائز والترشيحات | قائمة الجوائز والترشيحات | قائمة الجوائز والترشيحات |
| الجائزة                             | الفئة                    | المستلم                  | النتيجة                  | م.                       |
| ----------------------------------- | ------------------------ | ------------------------ | ------------------------ | ------------------------ |
| مهرجان كان السينمائي                | السعفة الذهبية           | أنورا                    | فوز                      |                          |
| جوائز الأكاديمية البريطانية للأفلام | أفضل فيلم                | أنورا                    | رُشِّح                      | [ 7 ]                    |
| جوائز الأكاديمية البريطانية للأفلام | أفضل مخرج                | شون بيكر                 | رُشِّح                      | [ 7 ]                    |
| جوائز الأكاديمية البريطانية للأفلام | أفضل ممثلة               | مايكي ماديسون            | فوز                      | [ 7 ]                    |
| جوائز الأكاديمية البريطانية للأفلام | أفضل ممثل مساعد          | يورا بوريسوف             | رُشِّح                      | [ 7 ]                    |
| جوائز الأكاديمية البريطانية للأفلام | أفضل سيناريو أصلي        | شون بيكر                 | رُشِّح                      | [ 7 ]                    |
| جوائز الأكاديمية البريطانية للأفلام | أفضل اختيار للممثلين     | أنورا                    | فوز                      | [ 7 ]                    |
| جوائز الأكاديمية البريطانية للأفلام | أفضل تحرير               | أنورا                    | رُشِّح                      | [ 7 ]                    |